# Suha, Beljak
Suha (nemško Zauchen) je naselje Statutarnega mesta Beljak na Koroškem v Avstriji.